# Zwitsers kampioenschap veldrijden
Het Zwitsers Kampioenschap Veldrijden wordt gehouden sinds 1912. Zwitserland was na Frankrijk en België het derde land dat een nationaal kampioenschap in deze discipline organiseerde. In 1943 werd er geen kampioenschap gehouden omwille van de Tweede Wereldoorlog. Albert Zweifel is recordhouder met negen Zwitserse kampioenschappen, tussen 1976 en 1985.

## Mannen

### Elite
| Jaar | Plaats                                  | · Kampioen                              | · Zilver                                | · Brons                                 |
| ---- | --------------------------------------- | --------------------------------------- | --------------------------------------- | --------------------------------------- |
| 2025 | Montreux                                | Kevin Kuhn                              | Loris Rouiller                          | Luke Wiedmann                           |
| 2024 | Meilen                                  | Timon Rüegg                             | Kevin Kuhn                              | Andri Frischknecht                      |
| 2023 | Mettmenstetten                          | Timon Rüegg                             | Lars Förster                            | Kevin Kuhn                              |
| 2022 | Steinmaur                               | Kevin Kuhn                              | Lars Förster                            | Timon Rüegg                             |
| 2021 | Hittnau                                 | Kevin Kuhn                              | Lars Förster                            | Timon Rüegg                             |
| 2020 | Baden                                   | Lars Förster                            | Timon Rüegg                             | Nicola Rohrbach                         |
| 2019 | Sion                                    | Timon Rüegg                             | Andri Frischknecht                      | Lars Förster                            |
| 2018 | Steinmaur                               | Lars Förster                            | Simon Zahner                            | Severin Sägesser                        |
| 2017 | Dielsdorf                               | Julien Taramarcaz                       | Lars Förster                            | Nicola Rohrbach                         |
| 2016 | Dagmersellen                            | Lars Förster                            | Julien Taramarcaz                       | Nicola Rohrbach                         |
| 2015 | Aigle                                   | Julien Taramarcaz                       | Arnaud Grand                            | Lukas Flückiger                         |
| 2014 | Bussnang                                | Lukas Flückiger                         | Marcel Wildhaber                        | Simon Zahner                            |
| 2013 | Steinmaur                               | Julien Taramarcaz                       | Simon Zahner                            | Ralph Näf                               |
| 2012 | Beromünster                             | Julien Taramarcaz                       | Simon Zahner                            | Christian Heule                         |
| 2011 | Hittnau                                 | Christian Heule                         | Pirmin Lang                             | Julien Taramarcaz                       |
| 2010 | Rennaz                                  | Lukas Flückiger                         | Florian Vogel                           | Christian Heule                         |
| 2009 | Wetzikon                                | Christian Heule                         | Simon Zahner                            | Lukas Flückiger                         |
| 2008 | Frenkendorf                             | Christian Heule                         | Thomas Frischknecht                     | Lukas Flückiger                         |
| 2007 | Steinmaur                               | Christian Heule                         | Simon Zahner                            | Florian Vogel                           |
| 2006 | Dagmersellen                            | Christian Heule                         | Alexandre Moos                          | Simon Zahner                            |
| 2005 | Meilen                                  | Florian Vogel                           | Christian Heule                         | Michael Baumgartner                     |
| 2004 | Aigle                                   | Christian Heule                         | Thomas Frischknecht                     | Jan Ramsauer                            |
| 2003 | Obergösgen                              | Beat Wabel                              | Michael Baumgartner                     | David Rusch                             |
| 2002 | Hombrechtikon                           | Thomas Frischknecht                     | Jan Ramsauer                            | Beat Wabel                              |
| 2001 | Hittnau                                 | Beat Wabel                              | Roland Schätti                          | Alexandre Moos                          |
| 2000 | Hagendorf                               | Beat Wabel                              | Thomas Frischknecht                     | Roland Schätti                          |
| 1999 | Eschenbach                              | Thomas Frischknecht                     | Beat Wabel                              | Dieter Runkel                           |
| 1998 | Rueti                                   | Beat Wabel                              | Dieter Runkel                           | Thomas Frischknecht                     |
| 1997 | Liestal                                 | Thomas Frischknecht                     | Dieter Runkel                           | Beat Wabel                              |
| 1996 | Wetzikon                                | Dieter Runkel                           | Beat Wabel                              | Thomas Frischknecht                     |
| 1995 | Safenwil                                | Dieter Runkel                           | Beat Wabel                              | Roger Honegger                          |
| 1994 | Volketswil                              | Beat Breu                               | Thomas Frischknecht                     | Beat Wabel                              |
| 1993 | Bex                                     | Beat Wabel                              | Peter Frischknecht                      | Albert Iten                             |
| 1992 | Dagmersellen                            | Dieter Runkel                           | Peter Frischknecht                      | Beat Wabel                              |
| 1991 | Altstätten                              | Thomas Frischknecht                     | Beat Wabel                              | Andreas Büsser                          |
| 1990 | Aristau                                 | Beat Wabel                              | Beat Breu                               | Niki Rüttimann                          |
| 1989 | Freienbach                              | Pascal Richard                          | Beat Wabel                              | Roger Honegger                          |
| 1988 | Aigle                                   | Beat Breu                               | Pascal Richard                          | Albert Zweifel                          |
| 1987 | Steinmaur                               | Hans-Ruedi Büchi                        | Pascal Richard                          | Dieter Runkel                           |
| 1986 | Leibstadt                               | Pascal Richard                          | Albert Zweifel                          | Erich Holdener                          |
| 1985 | Ebmatingen                              | Albert Zweifel                          | Pascal Richard                          | Beat Schumacher                         |
| 1984 | Lyss                                    | Albert Zweifel                          | Gilles Blaser                           | Erwin Lienhard                          |
| 1983 | Hombrechtikon                           | Albert Zweifel                          | Peter Frischknecht                      | Fritz Saladin                           |
| 1982 | Sion                                    | Albert Zweifel                          | Peter Frischknecht                      | Fritz Saladin                           |
| 1981 | Gansingen                               | Albert Zweifel                          | Peter Frischknecht                      | Erwin Lienhard                          |
| 1980 | Muntelier                               | Albert Zweifel                          | Peter Frischknecht                      | Erwin Lienhard                          |
| 1979 | Saint-Blaise                            | Albert Zweifel                          | Peter Frischknecht                      | Fritz Saladin                           |
| 1978 | Zürich-Waid                             | Peter Frischknecht                      | Albert Zweifel                          | Willi Lienhard                          |
| 1977 | Boningen                                | Albert Zweifel                          | Peter Frischknecht                      | Willi Lienhard                          |
| 1976 | Aigle                                   | Albert Zweifel                          | Peter Frischknecht                      | Hermann Gretener                        |
| 1975 | Schaffhausen                            | Hermann Gretener                        | Albert Zweifel                          | Peter Frischknecht                      |
| 1974 | Uster                                   | Peter Frischknecht                      | Albert Zweifel                          | Hermann Gretener                        |
| 1973 | Gränichen                               | Hermann Gretener                        | Peter Frischknecht                      | Albert Zweifel                          |
| 1972 | Wädenswil                               | Hermann Gretener                        | Peter Frischknecht                      | Albert Zweifel                          |
| 1971 | Steinmaur                               | Hermann Gretener                        | Jakob Kuster                            | Alfred Stucki                           |
| 1970 | Meilen                                  | Jakob Kuster                            | Peter Frischknecht                      | Alfred Stucki                           |
| 1969 | Gansingen                               | Hermann Gretener                        | Peter Frischknecht                      | Alfred Stucki                           |
| 1968 | Bäch                                    | Emmanuel Plattner                       | Ernst Boller                            | Hansruedi Zweifel                       |
| 1967 | Bürglen                                 | Emmanuel Plattner                       | Hermann Gretener                        | Peter Frischknecht                      |
| 1966 | Martigny                                | Hermann Gretener                        | Edwin Leutert                           | Gustav Egolf                            |
| 1965 | Zürich-Albisrieden                      | Emmanuel Plattner                       | Gustav Egolf                            | Max Gretener                            |
| 1964 | Colombier                               | Walter Hauser                           | Klaus Gyger                             | Emanuel Plattner                        |
| 1963 | Niederlenz                              | Otto Furrer                             | Hermann Gretener                        | Max Gretener                            |
| 1962 | Fribourg                                | Arnold Hungerbühler                     | Otto Furrer                             | Walter Hauser                           |
| 1961 | Cham                                    | Emmanuel Plattner                       | Otto Furrer                             | Edwin Biefer                            |
| 1960 | Prilly                                  | Arnold Hungerbühler                     | Otto Furrer                             | Roland Boschetti                        |
| 1959 | Arth                                    | Emmanuel Plattner                       | Otto Furrer                             | Roland Boschetti                        |
| 1958 | Genève                                  | Emmanuel Plattner                       | Hans Strasser                           | Albert Meier                            |
| 1957 | Volketswil                              | Albert Meier                            | Marcel Erdin                            | Hansueli Dubach                         |
| 1956 | Estavayer                               | Hansueli Dubach                         | Hans Bieri                              | Albert Meier                            |
| 1955 | Zürich-Waid                             | Hans Bieri                              | Albert Meier                            | Emmanuel Plattner                       |
| 1954 | Pruntrut                                | Hans Bieri                              | Emmanuel Plattner                       | Albert Meier                            |
| 1953 | Zug                                     | Hans Bieri                              | Walter Böss                             | Roland Fantini                          |
| 1952 | Fribourg                                | Jean-Pierre Bolay                       | Pierre Champion                         | Albert Meier                            |
| 1951 | Sankt-Gallen                            | Pierre Champion                         | Roland Fantini                          | Martin Metzger                          |
| 1950 | Lausanne                                | Martin Metzger                          | Albert Meier                            | Max Breu                                |
| 1949 | Zürich-Waid                             | Martin Metzger                          | Willy Hutmacher                         | Roland Fantini                          |
| 1948 | Genève                                  | Pierre Champion                         | Roland Fantini                          | Fritz Schär                             |
| 1947 |                                         | Fritz Schär                             | Hans Schütz                             | Ernst Schmid                            |
| 1946 |                                         | Pierre Champion                         | Eugen Strickler                         | Ernst Kuhn                              |
| 1945 |                                         | Ferdi Kübler                            | Ernst Kuhn                              | Hans Maag                               |
| 1944 | Fribourg                                | Ernst Kuhn                              | Robert Lang                             | Kurt Zaugg                              |
| 1943 | niet gereden wegens Tweede Wereldoorlog | niet gereden wegens Tweede Wereldoorlog | niet gereden wegens Tweede Wereldoorlog | niet gereden wegens Tweede Wereldoorlog |
| 1942 | Lausanne                                | Robert Lang                             | Alfred Vock                             | Hans Knecht                             |
| 1941 | Zürich-Höngg                            | Alfred Vock                             | Kurt Zaugg                              | Hans Maag                               |
| 1940 |                                         | Fritz Hartmann                          | Alfred Vock                             | Ferdi Kübler                            |
| 1939 |                                         | Ernst Kuhn                              | Fritz Hartmann                          | Kurt Ott                                |
| 1938 | Genève                                  | Kurt Ott                                | Fritz Hartmann                          | Werner Faisin                           |
| 1937 | Dübendorf                               | Karl Litschi                            | Kurt Ott                                | Walter Wettstein                        |
| 1936 |                                         | Fritz Hartmann                          | Richard Helmberg                        | Kurt Ott                                |
| 1935 |                                         | Fritz Hartmann                          | René Pédroli                            | Emil Jaeger                             |
| 1934 |                                         | Richard Helmberg                        | Emil Jaeger                             | Erwin Jaisli                            |
| 1933 | Zürich                                  | Walter Blattmann                        | Emil Jaeger                             | Erwin Jaisli                            |
| 1932 |                                         | Paul Egli                               | Emil Jaeger                             | Jürgen Liechti                          |
| 1931 |                                         | Karl Bossard                            | Paul Egli                               | Albert Graf                             |
| 1930 | Genève                                  | Karl Bossard                            | Jakob Caironi                           | Charles Martinet                        |
| 1929 |                                         | Karl Bossard                            | Franz Fischer                           | Jakob Caironi                           |
| 1928 |                                         | Roger Pipoz                             | Paul Wuillemin                          | Louis Nussbaum                          |
| 1927 | Neuchâtel                               | Roger Pipoz                             | Charles Martinet                        | Jakob Schumacher                        |
| 1926 | Biel                                    | Ernest Strobino                         | Karl Bohrer                             | Jakob Schumacher                        |
| 1925 | Genève                                  | Ernest Strobino                         | Louis Del Perugia                       | Eugen Schlegel                          |
| 1924 | Biel                                    | Albert Blattmann                        | Gottlieb Sager                          | Othmar Eichenberger                     |
| 1923 | Küttigen-Aarau                          | Charles Martinet                        | Louis Krauss                            | Kastor Notter                           |
| 1922 |                                         | Charles Martinet                        | Louis Krauss                            | Gottlieb Sager                          |
| 1921 |                                         | Charles Martinet                        | Jean Martinet                           | Louis Krauss                            |
| 1920 |                                         | Charles Martinet                        | Louis Krauss                            | Jean Martinet                           |
| 1919 |                                         | Paul Wuillemin                          | Charles Martinet                        | Ali Grandjean                           |
| 1918 |                                         | Paul Hunziker                           | Franz Spalinger                         | Kilian Lack                             |
| 1917 |                                         | Charles Martinet                        | Conrad Werfeli                          | Max Suter                               |
| 1916 |                                         | Arnold Grandjean                        | Ali Grandjean                           | Albert Meier                            |
| 1915 |                                         | Arnold Grandjean                        | Max Suter                               | Ernst Suter                             |
| 1914 |                                         | Otto Wiedmer                            |                                         |                                         |
| 1913 |                                         | Otto Wiedmer                            |                                         |                                         |
| 1912 |                                         | Henri Rheinwald                         |                                         |                                         |

### Beloften
| Jaar | Plaats         | · Kampioen          | · Zilver           | · Brons              |
| ---- | -------------- | ------------------- | ------------------ | -------------------- |
| 2025 | Montreux       | Finn Treudler       | Matteo Oppizzi     | Nicolas Halter       |
| 2024 | Meilen         | Dario Lillo         | Lars Sommer        | Finn Treudler        |
| 2023 | Mettmenstetten | Dario Lillo         | Jan Christen       | Lars Sommer          |
| 2023 | Mettmenstetten | Dario Lillo         | Jan Christen       | Lars Sommer          |
| 2022 | Steinmaur      | Dario Lillo         | Loris Rouiller     | Lars Sommer          |
| 2021 | Hittnau        | Dario Lillo         | Loris Rouiller     | Eric Lüthi           |
| 2020 | Baden          | Kevin Kuhn          | Loris Rouiller     | Felix Stehli         |
| 2019 | Sion           | Loris Rouiller      | Kevin Kuhn         | Gilles Mottiez       |
| 2018 | Steinmaur      | Timon Rüegg         | Johan Jacobs       | Kevin Kuhn           |
| 2017 | Dielsdorf      | Johan Jacobs        | Timon Rüegg        | Kevin Kuhn           |
| 2016 | Dagmersellen   | Timon Rüegg         | Simon Vitzthum     | Johan Jacobs         |
| 2015 | Aigle          | Fabian Lienhard     | Andri Frischknecht | Timon Rüegg          |
| 2014 | Bussnang       | Lars Förster        | Severin Saegesser  | Fabian Lienhard      |
| 2013 | Steinmaur      | Lars Förster        | Lukas Müller       | Fabian Lienhard      |
| 2012 | Beromünster    | Fabian Lienhard     | Lars Förster       | Dario Stäuble        |
| 2011 | Hittnau        | Arnaud Grand        | Valentin Scherz    | Michael Winterberg   |
| 2010 | Rennaz-Noville | Arnaud Grand        | Matthias Rupp      | Mathias Flückiger    |
| 2009 | Wetzikon       | Julien Taramarcaz   | Matthias Rupp      | Roman Beney          |
| 2008 | Frenkendorf    | René Lang           | Julien Taramarcaz  | Guillaume Dessibourg |
| 2007 | Steinmaur      | Yves Corminboeuf    | Nino Schurter      | Julien Taramarcaz    |
| 2006 | Meilen         | Yves Corminboeuf    | Pirmin Lang        | Julien Taramarcaz    |
| 2005 | Meilen         | Yves Corminboeuf    | Simon Zahner       | Lukas Flückiger      |
| 2004 | Aigle          | Simon Zahner        | Pirmin Lang        | Lukas Flückiger      |
| 2003 | Obergösgen     | Michael Müller      | Simon Zahner       | Johann Tschopp       |
| 2002 | Hombrechtikon  | Michael Baumgartner | Marco Baggenstoss  | Ralph Näf            |
| 2001 | Hittnau        | Michael Baumgartner | David Rusch        | Aurélien Clerc       |
| 2000 | Hagendorf      | Matthias Kern       | David Rusch        | Michael Baumgartner  |
| 1999 | Eschenbach     | Beat Morf           | Thomas Kalberer    | Michael Baumgartner  |
| 1998 | Rueti          | Beat Morf           | David Rusch        | Stefan Bünter        |
| 1997 | Liestal        | Beat Blum           | Christian Heule    | Stefan Bünter        |

### Junioren
| Jaar | Plaats         | · Kampioen          | · Zilver           | · Brons            |
| ---- | -------------- | ------------------- | ------------------ | ------------------ |
| 2025 | Montreux       | Lewin Iten          | Noah Schnyder      | Fynn Lanter        |
| 2024 | Meilen         | Nicolas Halter      | Lewin Iten         | Lenny Hochstrasser |
| 2023 | Mettmenstetten | Nicolas Halter      | Sven Sommer        | Mauro Hassler      |
| 2022 | Steinmaur      | Jan Christen        | Livio Stefani      | Alexandre Binggeli |
| 2021 | Hittnau        | Jan Christen        | Nils Aebersold     | Finn Treudler      |
| 2020 | Baden          | Dario Lillo         | Jean-Luc Halter    | Lars Sommer        |
| 2019 | Sion           | Lars Sommer         | Kedup Gyagang      | Dario Lillo        |
| 2018 | Steinmaur      | Loris Rouiller      | Luca Schätti       | Felix Stehli       |
| 2017 | Dielsdorf      | Loris Rouiller      | Mauro Schmid       | Luca Schätti       |
| 2016 | Dagmersellen   | Kevin Kuhn          | Mauro Schmid       | Nick Burki         |
| 2015 | Aigle          | Johan Jacobs        | Kevin Kuhn         | Joël Grab          |
| 2014 | Bussnang       | Johan Jacobs        | Timon Rüegg        | Patrick Müller     |
| 2013 | Steinmaur      | Dominic Grab        | Simon Vitzthum     | Timon Rüegg        |
| 2012 | Beromünster    | Dominic Grab        | Andri Frischknecht | Dominic Zumstein   |
| 2011 | Hittnau        | Lars Förster        | Fabian Lienhard    | Dominic Zumstein   |
| 2010 | Rennaz-Noville | Lars Förster        | Lukas Müller       | Fabian Lienhard    |
| 2009 | Wetzikon       | Dario Stäuble       | Roger Walder       | Anthony Grand      |
| 2008 | Frenkendorf    | Matthias Rupp       | Valentin Scherz    | Michael Winterberg |
| 2007 | Steinmaur      | Matthias Rupp       | Arnaud Grand       | Pierre Kaeslin     |
| 2006 | Meilen         | Matthias Fluckiger  | Lukas Winterberg   | Pascal Meyer       |
| 2005 | Meilen         | Julien Taramarcaz   | Roman Beney        | Pascal Meyer       |
| 2004 | Aigle          | René Lang           | Julien Taramarcaz  | Marco Weilenmann   |
| 2003 | Obergösgen     | Till Schaltegger    | René Lang          | Beat Bertschinger  |
| 2002 | Hombrechtikon  | Stefan Trafelet     | Pirmin Lang        | Lukas Flückiger    |
| 2001 | Hittnau        | Roger Jakob         | Simon Zahner       | Stefan Trafelet    |
| 2000 | Hagendorf      | Daniel Parpan       | Gilbert Obrist     | Stefan Horber      |
| 1999 | Eschenbach     | Marco Baggenstoss   | Gilbert Obrist     | Reto Hess          |
| 1998 | Rueti          | Michael Baumgartner | Grégory Rast       | Stefan Nägelin     |
| 1997 | Liestal        | David Rusch         | Reto Leupp         | Grégory Rast       |
| 1996 | Wetzikon       | Roman Peter         | Matthias Kern      | David Rusch        |

## Vrouwen

### Elite
| Jaar | Plaats         | · Kampioen        | · Zilver            | · Brons               |
| ---- | -------------- | ----------------- | ------------------- | --------------------- |
| 2025 | Montreux       | Rebekka Estermann | Lara Krähemann      | Léa Stern             |
| 2024 | Meilen         | Alessandra Keller | Rebekka Estermann   | Meret Zimmermann      |
| 2023 | Mettmenstetten | Alessandra Keller | Rebekka Estermann   | Zina Barhoumi         |
| 2022 | Steinmaur      | Alessandra Keller | Rebekka Estermann   | Lise-Marie Henzelin   |
| 2021 | Hittnau        | Nicole Koller     | Zina Barhoumi       | Charline Fragniere    |
| 2020 | Baden          | Zina Barhoumi     | Chrystelle Baumann  | Tanja Blickenstorfer  |
| 2019 | Sion           | Jolanda Neff      | Nicole Koller       | Lara Krähemann        |
| 2018 | Steinmaur      | Jasmin Achermann  | Katrin Leumann      | Svenja Wüthrich       |
| 2017 | Dielsdorf      | Jasmin Achermann  | Lise-Marie Henzelin | Nicole Koller         |
| 2016 | Dagmersellen   | Sina Frei         | Nicole Koller       | Lise-Marie Henzelin   |
| 2015 | Aigle          | Sina Frei         | Olivia Hottinger    | Milena Landtwing      |
| 2014 | Bussnang       | Sina Frei         | Katrin Leumann      | Jane Nüssli           |
| 2013 | Steinmaur      | Jasmin Achermann  | Katrin Leumann      | Lise-Marie Henzelin   |
| 2012 | Beromünster    | Jasmin Achermann  | Katrin Leumann      | Lise-Marie Henzelin   |
| 2011 | Hittnau        | Jasmin Achermann  | Katrin Leumann      | Fabienne Niederberger |
| 2010 | Rennaz-Noville | Jasmin Achermann  | Katrin Leumann      | Jennifer Sägesser     |
| 2009 | Wetzikon       | Jasmin Achermann  | Katrin Leumann      | Alexandra Bähler      |
| 2008 | Frenkendorf    | Jasmin Achermann  | Katrin Leumann      | Alexandra Bähler      |
| 2007 | Steinmaur      | Katrin Leumann    | Franziska Röthlin   | Alexandra Bähler      |
| 2006 | Meilen         | Petra Henzi       | Alexandra Bähler    | Andrea Wolfer         |
| 2005 | Meilen         | Alexandra Bähler  | Sonja Traxel        | Jasmin Achermann      |
| 2004 |                | Alexandra Bähler  | Lise Muller         | Noémi Marguet         |
| 2003 | Obergösgen     | Alexandra Bähler  | Lea Fluckiger       | Cindy Chabbey         |
| 2002 | Hombrechtikon  | Alexandra Bähler  | Vroni Fuhrer        | Mireille Chabloz      |
| 2001 | Hittnau        | Alexandra Bähler  | Franziska Ebinger   | Magali Zavioz         |
| 2000 | Hagendorf      | Chantale Daucourt | Alexandra Bähler    | Lea Fluckiger         |

### Beloften
| Jaar | Plaats         | · Kampioen            | · Zilver              | · Brons             |
| ---- | -------------- | --------------------- | --------------------- | ------------------- |
| 2025 | Montreux       | Rebekka Estermann     | Lara Krähemann        | Léa Stern           |
| 2024 | Meilen         | Jana Glaus            | Prisca Jaquet         |                     |
| 2023 | Mettmenstetten | Monique Halter        | Jacqueline Schneebeli | Fabienne Kipfmüller |
| 2022 | Steinmaur      | Jacqueline Schneebeli | Tina Züger            | Prisca Jaquet       |
| 2021 | Hittnau        | Tina Züger            | Jacqueline Schneebeli | Lara Krähemann      |
| 2020 | Baden          | Jacqueline Schneebeli | Noemi Rüegg           | Lara Krähemann      |
|      |                |                       |                       |                     |
| 2017 | Dielsdorf      | Nadia Grod            | Lara Krähemann        | Tina Züger          |

### Junioren
| Jaar | Plaats         | · Kampioen        | · Zilver         | · Brons             |
| ---- | -------------- | ----------------- | ---------------- | ------------------- |
| 2025 | Montreux       | Rebekka Estermann | Lara Krähemann   | Léa Stern           |
| 2024 | Meilen         | Chiara Mettier    | Muriel Furrer    | Sereina Hosner      |
| 2023 | Mettmenstetten | Jana Glaus        | Muriel Furrer    | Lara Liehner        |
| 2022 | Steinmaur      | Monique Halter    | Jana Glaus       | Elina Benoit        |
| 2021 | Hittnau        | Monique Halter    | Noëlle Rüetschi  | Eliane Schenk       |
| 2020 | Baden          | Nicole Göldi      | Mélissa Rouiller | Fabienne Kipfmüller |